# Звонок 2 (фильм, 1999)
«Звонок 2» (яп. リング2) — японский фильм ужасов, снятый в 1999 году Хидэо Накатой и являющийся прямым продолжением «Звонка».
Первоначально продолжением «Звонка» был фильм «Спираль» (1998). Однако из-за плохой реакции на продолжение 1998 года был снят «Звонок 2». Он не был основан на произведениях Судзуки, поэтому в конечном итоге игнорирует историю романа «Спираль».
Действие «Звонка 2» происходит через пару недель после событий, показанных в первом фильме, и большинство актёров из «Звонка» вернулись к своим ролям.

## Сюжет
После того, как тело Садако Ямамура извлекают из колодца, её дядю Такаси вызывает полиция, чтобы опознать её. Детектив Омута объясняет Такаси, что судмедэксперты пришли к выводу, что Садако могла прожить в колодце тридцать лет. Судмедэксперты реконструируют её тело и передают его Такаси, который хоронит свою племянницу в море, надеясь освободиться от вины, которую он несёт с тех пор, как её мать Сидзуко покончила жизнь самоубийством из-за его действий. Полиция разыскивает Рэйко Асакаву и её сына Ёити после внезапной смерти её бывшего мужа Рюдзи Такаямы и её отца Коити неделю спустя. Май Такано, ассистент Рюдзи в университете, расследует его смерть, посещая отдел новостей Рэйко, где её коллега Окадзаки присоединяется к Май в поисках ответов. Они находят сгоревшую видеокассету в квартире Рэйко, Май чувствует, что отец Рэйко умер так же, как и Рюдзи.
Расследуя городскую легенду о проклятой видеозаписи, Окадзаки встречает ученицу старшей школы Канаэ Савагути, которая даёт ему копию записи, но признаёт, что смотрела её сама. Она умоляет Окадзаки посмотреть запись до конца недели, но он трусит и прячет свою копию в ящике стола на работе.
Май и Окадзаки отправляются в психиатрическую больницу, чтобы поговорить с Масами Курахаси, подругой Томоко, племянницы Рэйко, но узнают, что она немая и боится телевидения, поскольку стала свидетельницей смерти Томоко. Они встречают доктора Иси Кавадзири, врача Масами и исследователя паранормальных явлений, который пытается изгнать психическую энергию Масами с помощью экспериментов. Май выходит подышать воздухом и встречает Масами, присутствие которой заставляет Садако материализоваться из телевизора и испугать пациентов. Масами пытается направить свой страх в психический сосуд Май, которая понимает, что Ёити пытался сделать то же самое.
Май находит Ёити одного в торговом центре, прежде чем появляется его мать. Май узнает, что Ёити стал немым после смерти его отца и деда, а его экстрасенсорные способности усилились, и Рэйко спрашивает, может ли Кавадзири помочь. Вернувшись в больницу, Май обнаруживает, что Окадзаки случайно привёл полицию к Кавадзири, который сообщил им о контакте Май с Рэйко. Май, Окадзаки и детектив Омута наблюдают за экспериментом Кавадзири по изгнанию психической энергии из Масами, проецируя её мысленные образы на пустую ленту. Однако из-за этого появляются изображения проклятой видеозаписи. Май уничтожает запись. Омута пытает Май, заставляя её раскрыть местонахождение Рэйко и Ёити, заставляя Май увидеть искажённый ужасом труп Канаэ. Преодолевая чувство вины, Май телепатически говорит Ёити бежать из полицейского участка. Ёити психически атакует полицейских и убегает вместе с Рэйко, которая впоследствии сбита и раздавлена под грузовиком. Ёити начинает психически убивать Омуту, но Май останавливает его, когда они убегают вместе. Окадзаки пытается удалить своё интервью с Канаэ, но её призрак материализуется и преследует его.
Май и Ёити отправляются на остров Осима и останавливаются в гостинице Ямамура. Ёити снится кошмар, из-за которого призраки Сидзуко и молодой Садако появляются до того, как Май отгоняет их. Доктор Кавадзири прибывает ночью, предлагая изгнать Ёити, как он пытался с Масами, а Май добровольно вызвался выступить в качестве проводника, чтобы изгнать ненависть Садако в бассейн, где вода способна нейтрализовать энергию. Попытка становится пугающей, и в бассейне появляется гроб Садако. Такаси прыгает, требуя, чтобы Садако взяла его, в то время как Кавадзири ныряет в бассейн с электрическим оборудованием, убивая себя вместе со своим помощником.
Май и Ёити падают в воду, оказываясь внутри колодца. Появляется призрак Рюдзи, поглощающий страх Ёити, и призывает верёвку, которая уведёт Май в безопасное место, пока она не смотрит вниз. Появляется призрак Садако, взбирающийся по колодцу только для того, чтобы загадочно спросить: «Почему только ты был спасён?» Май и Йоити появляются в бассейне, предварительно избавившись от своего страха. Пока Окадзаки находится в больнице, медсестра фотографирует его. Выходя из комнаты, она замечает что-то на фотографии, по-видимому, потрясённая; за Окадзаки стоит смеющийся дух Канаэ, жаждущий мести.

## В ролях
| Актёр            | Роль                   |
| ---------------- | ---------------------- |
| Мики Накатани    | Маи Такано             |
| Рикия Отака      | Ёити Асакава           |
| Нанако Мацусима  | Рэйко Асакава          |
| Ёити Нумата      | Такаси Ямамура         |
| Риэ Иноу         | Садако Ямамура         |
| Мэбуки Цутида    | молодая Садако Ямамура |
| Кёко Фукада      | Канаэ Савагути         |
| Юрэй Янаги       | Окадзаки               |
| Хитоми Сато      | Масами Курахаси        |
| Хироюки Санада   | Рюдзи Такаяма          |
| Фумиё Кохината   | Иси Кавадзири          |
| Кэндзиро Исимару | детектив Кэндзи Омута  |
| Масако           | Сидзуко Ямамура        |

## Выпуск
«Звонок 2» был выпущен в Японии 23 января 1999 года, где его распространяла компания Toho. Он был выпущен одновременно с фильмом «Сикоку» . На Филиппинах фильм был выпущен под названием «Звонок 2: Вызов зла» 5 марта 2003 года. Фильм был выпущен непосредственно на видео в США 23 августа 2005 года компанией DreamWorks.

### Театральная касса
Это был второй по прибылям японский фильм 1999 года (после «Покемон 2000»), доход от проката которого после выхода на экраны составил 2,1 миллиарда йен. Общий кассовый сбор «Звонока 2» в Японии составил 3,57 миллиарда йен (31,3 миллиона долларов).
В Южной Корее на фильм был продан 128 521 билет. Во Франции на фильм было продано 22 263 билета, в результате чего общие зарубежные кассовые сборы фильма достигли 150 784 билетов.

### Домашние СМИ
В Соединённом Королевстве его посмотрели 360 000 зрителей по телевидению в первой половине 2005 года, что сделало его седьмым по популярности фильмом на иностранном языке на британском телевидении за этот период. Оригинальный «Звонок» также привлек 390 000 зрителей на британском телевидении за тот же период, что в сумме составляет 750 000 британских телезрителей для первых двух фильмов «Звонок» в первой половине 2005 года.

## Приём
«Звонок 2» получил неоднозначную критику в свой адрес. Variety назвал фильм «совершенно другим фильмом», по сравнению со «Звонком» и с «меньшей атмосферой и большим количеством жанровых потрясений». В обзоре говорилось, что фильм «заметно не основан на удивительно неприятной финальной сцене первого фильма» и «все более традиционен, без особого визуального стиля или скрытых фриссонов».
В результате популярности фильма одному из актёров фильма, Кёко Фукада (роль Канаэ Савагути), был предложен контракт на запись с Pony Canyon (лейбл, который занимался выпуском саундтрека к фильму и сопровождающего его сингла), и её дебютный сингл "Saigo no Kajitsu" (最後の果実, The Last Fruit) был выпущен Pony Canyon 19 мая 1999 года.
«Звонок 2» имеет очень низкий рейтинг в 7 % на Rotten Tomatoes на основе 14 обзоров, что является «крайне негативными отзывами».